# Laurent Cunin-Gridaine
Pour les articles homonymes, voir Cunin.
Laurent Cunin, dit Cunin-Gridaine, né à Sedan (Ardennes) le 10 juillet 1778 et mort dans la même ville le 19 avril 1859, est un manufacturier et homme politique français. Il est député de 1827 à 1848, président du conseil général et plusieurs fois ministre.

## Biographie
Fils de Jean-Baptiste Cunin, commis de manufacture à Sedan, et de Marie-Catherine Bernard, Laurent Cunin entre, jeune encore, en qualité de simple ouvrier dans la manufacture de draps d'Étienne Gridaine et de Bernard, une des plus importantes fabriques de la ville de Sedan. En raison de son intelligence, il devient, au bout de peu de temps, l'associé et, plus tard, en 1803, le gendre de Gridaine, auquel il succède en 1824. Il reste encore quelque temps avec Bernard à la tête de cette grande fabrique, d'où il ne se retire que pour se lancer en politique sous le nom de Cunin-Gridaine, son premier patronyme étant une cible trop facile pour les humoristes. Ceux du Charivari ne manquèrent pourtant pas d'en jouer. Il développe son industrie notamment par l'acquisition de la maison du Gros Chien et de ce qui deviendra la manufacture de draps Cunin-Gridaine, en 1823.
Devenu conseiller municipal de Sedan, il brigue le mandat de député dans le 1er arrondissement électoral des Ardennes (Mézières) et est élu le 17 novembre 1827 grâce aux voix des libéraux (155 voix sur 244 votants et 283 inscrits contre 34 à M. Harmand d'Ablancourt, député sortant). Après cette première élection, il siège aux côtés de La Fayette, et il se montre, jusqu'en 1830, fidèle à la cause du libéralisme. Sous le ministère Martignac (janvier 1828-août 1829), il reçoit la Légion d'honneur, mais il reprend bientôt sa place dans l'opposition constitutionnelle. Il se prononce pour la liberté de la presse, contre le cautionnement et signe l'adresse des 221 contre le ministère Polignac (août 1829-juillet 1830).
Après la dissolution de la Chambre par Charles X le 16 mai 1830, Cunin-Gridaine est réélu le 12 juillet 1830 (184 voix sur 271 votants et 311 inscrits contre 71 à M. de Mecquement). La Révolution de 1830 puis la monarchie de Juillet eurent toutes ses sympathies. Il est réélu comme député le 5 juillet 1831 dans le 5e collège des Ardennes (Sedan) (196 voix sur 217 votants et 271 inscrits), le 21 juin 1834 (158 voix sur 212 votants et 264 inscrits contre 42 à M. Philippoteaux), le 4 novembre 1837 (153 voix sur 219 votants et 264 inscrits) et le 2 mars 1839.
Son dévouement à soutenir le gouvernement lui acquit une haute importance politique : il devient, le 22 novembre 1832, secrétaire de la Chambre, puis l'un de ses vice-présidents. Les différents gouvernements qui se succèdent n'eurent pas de champion plus ardent que lui. Il soutient de ses votes toutes les lois proposées par ceux-ci, et il se préoccupe de donner, au-dedans comme au-dehors, de la sécurité au nouveau règne. Il repousse la réunion de la Belgique à la France, se prononce contre l'hérédité de la pairie, appuie particulièrement les lois sur les crieurs publics, contre les associations, contre les réfugiés, contre le droit d'interpellation à la Chambre. Il approuve par ses votes les mesures répressives qui suivent les troubles de Lyon, les demandes de fonds secrets, les projets de dotation, etc. En tant que l'un des chefs des conservateurs, il dirige les réunions du soir des notabilités du parti, appelées « réunions Jacqueminot ». 
Bien qu'il cède, en 1834, la direction de sa maison à ses deux fils, il n'oublie pas non plus ses intérêts personnels, faisant protéger le commerce du drap des fabricants étrangers. Enfin comme président du Conseil général des Ardennes (élu conseiller pour le canton de Sedan-Sud jusqu'en 1848) et du Tribunal de commerce de Sedan, il soutient la même politique au milieu de ses concitoyens. 

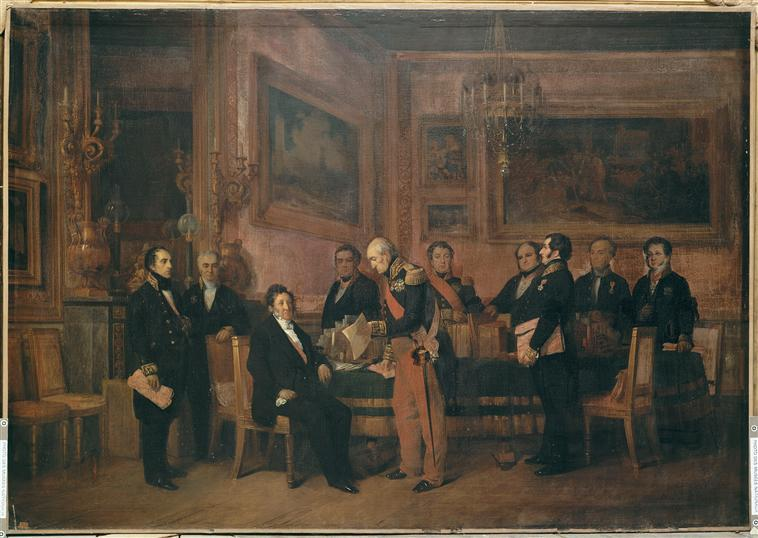
Conseil des ministres tenu aux Tuileries. Signature de la loi de Régence (15 août 1842). Cunin-Gridaine se tient tout à droite.

Il est appelé la première fois au ministère de l'agriculture et du commerce le 15 avril 1837 sous le gouvernement Molé, et, depuis cette période jusqu'en 1848, il fait, à peu d'exceptions près, partie de tous les cabinets. Nommé notamment dans celui du 12 mai 1839, il se retire le 1er mars 1840 avec le cabinet, tombé sur la question de la dotation du duc de Nemours. Il redevient ministre du commerce le 29 octobre 1840 dans le nouveau cabinet Soult, et aussi en septembre 1847 dans le cabinet Guizot, pour n'en sortir qu'au renversement de la monarchie de Juillet, le 23 février 1848. Pendant cette période, il conserve son mandat de député aux élections du 9 juillet 1842 et du 1er août 1846. Il appuie et encourage dans son ministère le développement de l'industrie de la soie.
Membre également du conseil supérieur du commerce depuis 1834, il a en mains, pendant près de dix ans, les mêmes grands intérêts. On lui doit, parmi les faits marquants, l'officialisation de la création de l'Institut agricole de La Saulsaie, l'instauration du Salon de l'agriculture en 1843, l'organisation de l'exposition industrielle de 1844 et les mesures prises pendant la disette de blé de 1846 et rapportées en 1847. Il donne lieu à des incidents de tribune au sujet d'un paquet de 500 actions libérées d'une compagnie de chemin de fer qui lui avaient été attribuées.
La Révolution de Février le renverse, et le poursuit comme les autres ministres du dernier cabinet de la résistance. Mais la Cour d'appel de Paris rend un arrêt de non-lieu, et Cunin-Gridaine se retire à Sedan, ne sortant plus de la vie privée que pour quelques occasions exceptionnelles, telle sa participation au jury international de l'Exposition Universelle de 1855.
Il est fait chevalier de la Légion d'honneur en 1828, officier en 1833, commandeur en 1837 et grand officier le 29 octobre 1843. Il a aussi collaboré au Dictionnaire du commerce et des marchandises et présidé la Société de géographie en 1842.
Il est en outre, le premier homme politique à proposer une loi portant sur le travail des enfants et visant à une diminution des heures de travail, qu'il présente en janvier 1840 à la Chambre des députés : loi Cunin-Gridaine du 22 mars 1841.
A sa mort en 1859, il est inhumé dans l'enclos funéraire familial au cimetière Saint-Charles de Sedan.
Son buste fait partie de Célébrités du Juste Milieu de Daumier.
Il donne son nom à une rue à Paris et une à Sedan.

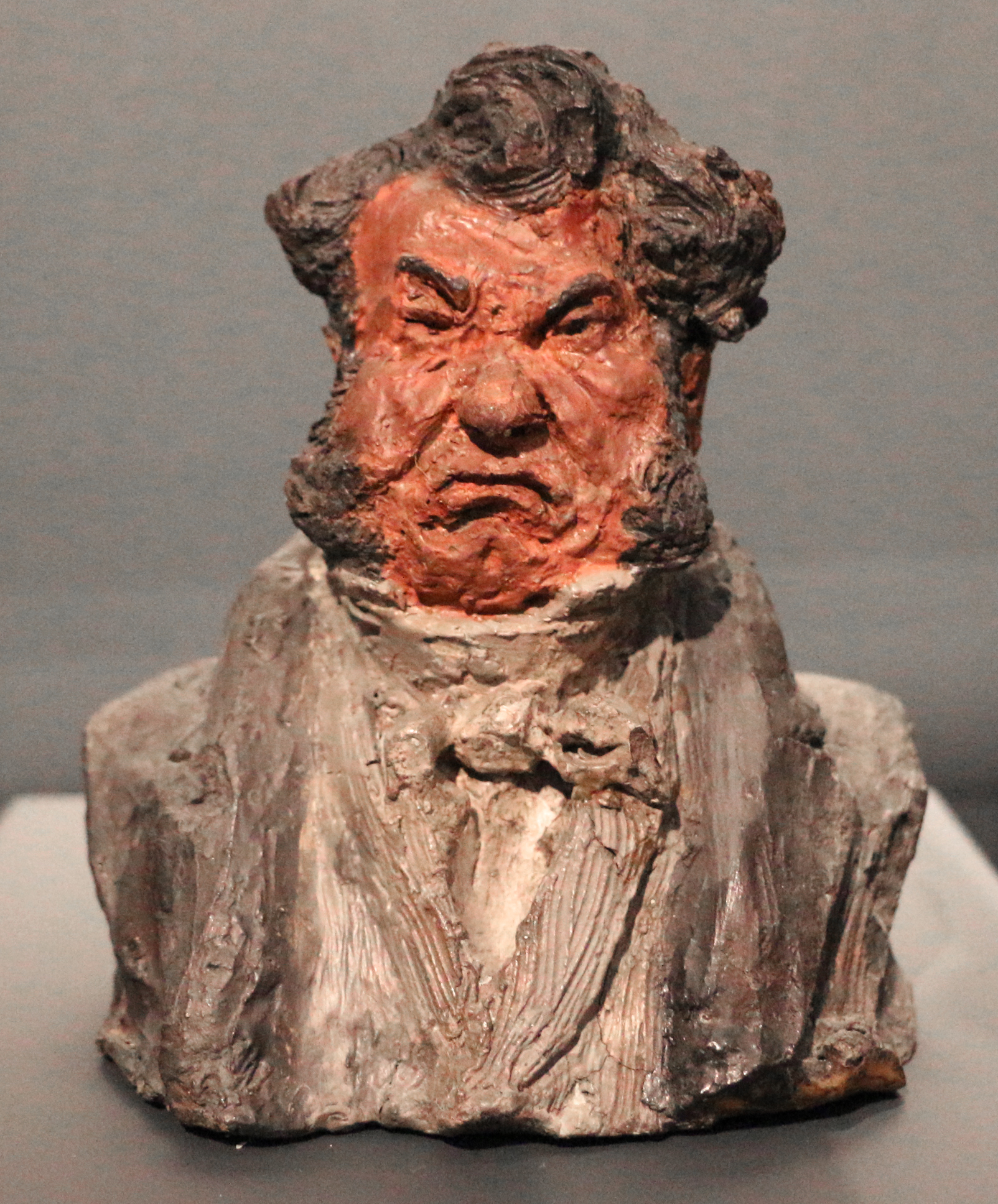
Buste caricature, par Honoré Daumier (Célébrités du Juste Milieu).
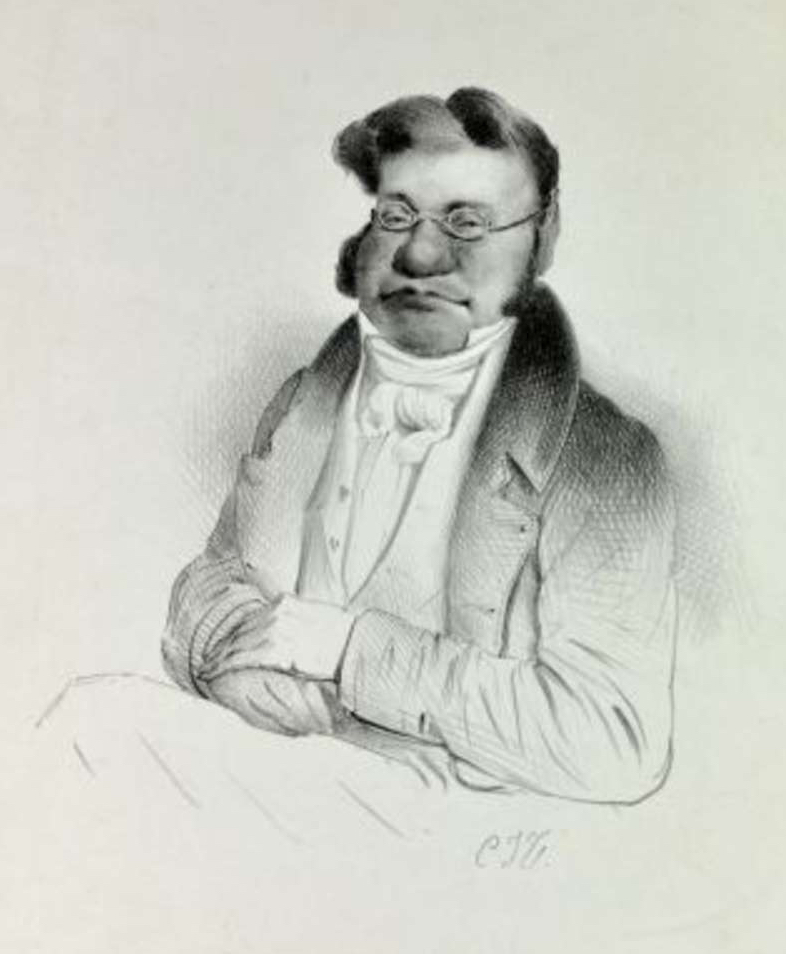
Portrait caricature, par Édouard Traviès.

### Vie familiale
Il épousa Marguerite Gridaine, fille d'Étienne Gridaine, manufacturier à Sedan, et tante de l'épouse d'Auguste Philippoteaux. Il eut de son épouse :
- Charles Cunin-Gridaine (1804-1880), qui lui succède dans les affaires et est député puis sénateur, marié à Louise Goüin (fille d'Alexandre Goüin) ;
- Adèle Cunin-Gridaine (-1834), épouse de Jules Renouard (fils de Antoine-Augustin Renouard) et mère de Léopold Renouard.
- Eugénie Cunin-Gridaine (1810-1870), mariée à Jules Talabot, banquier et homme d'affaires (frère de Paulin et Léon Talabot) ;
  - Sidonie Talabot, épouse du comte François Jean Clary.
- Léon Cunin-Gridaine (1813-1890), manufacturier, administrateur de la Compagnie des chemins de fer du Midi, marié à Mathilde Camion (fille de Pierre Camion, maire de Sedan, et petite-fille de Jean-Nicolas Gendarme).
  - Marie-Hélène Cunin-Gridaine (1849-1924), épouse du comte Octave d'Assailly.
  - Philippe Cunin-Gridaine (1852-1926), officier de marine, propriétaire du château de la Cassine, marié à Marie Hureaux puis à Louise d'Augerot.
  - Marie Cunin-Gridaine (1857-1941), époux d'Alexis Creuzé de Lesser et mère d'Édouard Creuzé de Lesser.